# Красноармејск (Саратовска област)
Красноармејск (рус. Красноармейск) град је у Русији у Саратовској области. Према попису становништва из 2010. у граду је живело 24364 становника.

## Становништво
| 1939.  | 1959.  | 1970.  | 1979.  | 1989.  | 2002.  | 2010.  |
| ------ | ------ | ------ | ------ | ------ | ------ | ------ |
| 15.769 | 13.552 | 17.520 | 17.621 | 24.055 | 25.411 | 24.364 |